# Soares (futebolista)

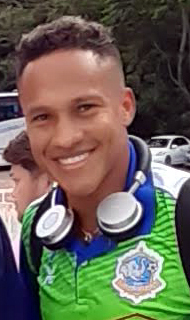
Hiziel de Souza Soares, jogador brasileiro de futebol (circa 2019).

Hiziel de Souza Soares, anteriormente apelidado de Bolão, e hoje mais conhecido como Soares (Manaus, 16 de maio de 1985), é um futebolista brasileiro que atua como atacante no Atlético Catarinense de São José.

## Carreira
Foi revelado pelo Londrina e depois jogou no Figueirense, onde marcou treze gols no Campeonato Brasileiro de 2006, e foi um dos destaques da equipe. Contratado pelo Fluminense, não foi aproveitado e foi emprestado ao Grêmio.
Após marcar dois gols e vir em uma série positiva, ele se lesionou na partida contra o Novo Hamburgo e teve de ficar de fora da equipe por um mês. Ao voltar, não conseguiu se reafirmar na equipe e ficou na reserva até o final de agosto. Ao entrar no Grenal do dia 28 de agosto, fez um gol, o que lhe deu novo ânimo; contra o Vasco da Gama, dia 31 de agosto, entrou no decorrer da partida e marcou mais um gol, desta vez de cabeça.
No último jogo do ano, Soares ainda marcou um gol, o sexto seu pelo Grêmio. Na ocasião, o tento ocorreu contra o Atlético Mineiro. Ironicamente, no final de 2008, após não renovar seu contrato com o Tricolor, o atacante se transferiu para o  Cruzeiro.
Em 2010, foi contratado pelo Vitória, onde foi pouquíssimo aproveitado, sendo dispensado no fim do ano, acertando, para a temporada seguinte, com a Ponte Preta.
Em 2014, foi contratado pelo Botafogo-PB para a disputa da Série C e Copa do Brasil.
Em 2015 é anunciado como reforço do Marcílio Dias para a disputa da Série A do Campeonato Catarinense. Com a chegada de Soares, o Marinheiro consegue juntar a dupla de ataque que fez sucesso no Figueirense em 2005 e 2006, com o próprio Soares e o veterano Schwenck.

## Títulos
Figueirense
- Campeonato Catarinense: 2006

Fluminense
- Copa do Brasil: 2007

Cruzeiro
- Campeonato Mineiro: 2009
- Campeonato Internacional de Verano: 2009

Vitória
- Campeonato do Nordeste: 2010

América-RN
- Campeonato Potiguar: 2012
- Copa RN: 2012

## Vice-campeonatos
Figueirense
- Copa do Brasil: 2007

Fluminense
- Copa Libertadores da América: 2008

Grêmio
- Copa Santander Libertadores da América: 2008
- Campeonato Brasileiro de Futebol - Série A: 2008

Cruzeiro
- Copa Libertadores da América: 2009

Vitória
- Copa do Brasil: 2010